# Carme Vidal i Huguet
|  | Carme Vidal redirigeix aquí. Per a la pedagoga i política gironina, vegeu Carme Vidal i Xifré. |

Carme Vidal i Huguet (Torregrossa, el Pla d'Urgell, 14 de juliol de 1965) és una filòloga i política catalana.

## Formació i activitat professional
Llicenciada en filologia catalana i en filologia germànica. Ha fet un màster en llenguatge i teoria de la comunicació a la Universitat de Bolonya i un postgrau en tècniques i mitjans de comunicació a la Universitat de Lleida. També ha fet un màster en sintaxi del discurs a la Rupercht Karl Universität Heidelberg. Ha estat cap del Servei Editorial de la Fundació Pública Institut d'Estudis Ilerdencs de la Diputació de Lleida (1988-2000), del qual fou directora del 2000 al 2006. Col·labora setmanalment al diari Segre i ocasionalment al setmanari El Temps. També ha estat col·laboradora setmanal del diari La Mañana (1999-2006). Participa en tertúlies radiofòniques i televisives.
Ha estat prologuista del llibre de poesia Molinet de vent, de Josep Borrell, i del Catàleg de poesia visual Guillem Viladot; curadora del volum I Congrés de Centres d'Estudis de Parla Catalana, i traductora de la ponència «Etnoregionalisme i Estat nacional», de Peter Waldmann, inclosa dins el volum Sobre el nacionalisme. Ha estat membre del jurat del premi de poesia Maria Mercè Marçal i del premi de novel·la breu Ciutat de Mollerussa.

## Activitat política
Membre de la Convenció Catalana per al Debat sobre el Futur de la Unió Europea per a la redacció de les propostes per a la Nova Europa, ha estat presidenta de la Coordinadora de Centres d'Estudis de Parla Catalana (2000-2003) i de la Comissió de la Dignitat per al retorn de la documentació confiscada per la dictadura franquista, i presidenta de la Taula de suport de les Terres de Lleida. És membre de la Fundació Privada Guillem Viladot, de l'Espai Guinovart, de l'Associació per a les Noves Bases de Manresa, d'Òmnium Cultural, de l'Ateneu Popular de Ponent de Lleida i de l'Associació d'Espectadors de les Terres de Lleida.
Militant de Convergència Democràtica de Catalunya (CDC) des del 1988, és vicesecretària general de Benestar, Identitat i Cultura de CDC i membre del Comitè Executiu Nacional de CDC, del Comitè Executiu Nacional de Convergència i Unió (CiU), del Comitè Executiu de CDC de la Federació de Lleida i del Comitè Local de CDC de Torregrossa. Diputada a les eleccions al Parlament de Catalunya de 2006.
A principis de 2011 va ser nomenada delegada de Cultura de la Generalitat a la demarcació de Lleida, càrrec del qual fou destituïda el 28 de juny de 2012.